# Silverstripe
SilverStripe är ett open source Content Management System (CMS) för att skapa och uppdatera webbsidor. SilverStripe är skrivet i PHP5 och kräver en MySQL-databas.